# Ezequiel Lavezzi
Ezequiel Iván Lavezzi (* 3. Mai 1985 in Villa Gobernador Gálvez, Provinz Santa Fe) ist ein ehemaliger argentinischer Fußballspieler. Er stand zuletzt bei Hebei China Fortune in der Chinese Super League unter Vertrag.

## Karriere

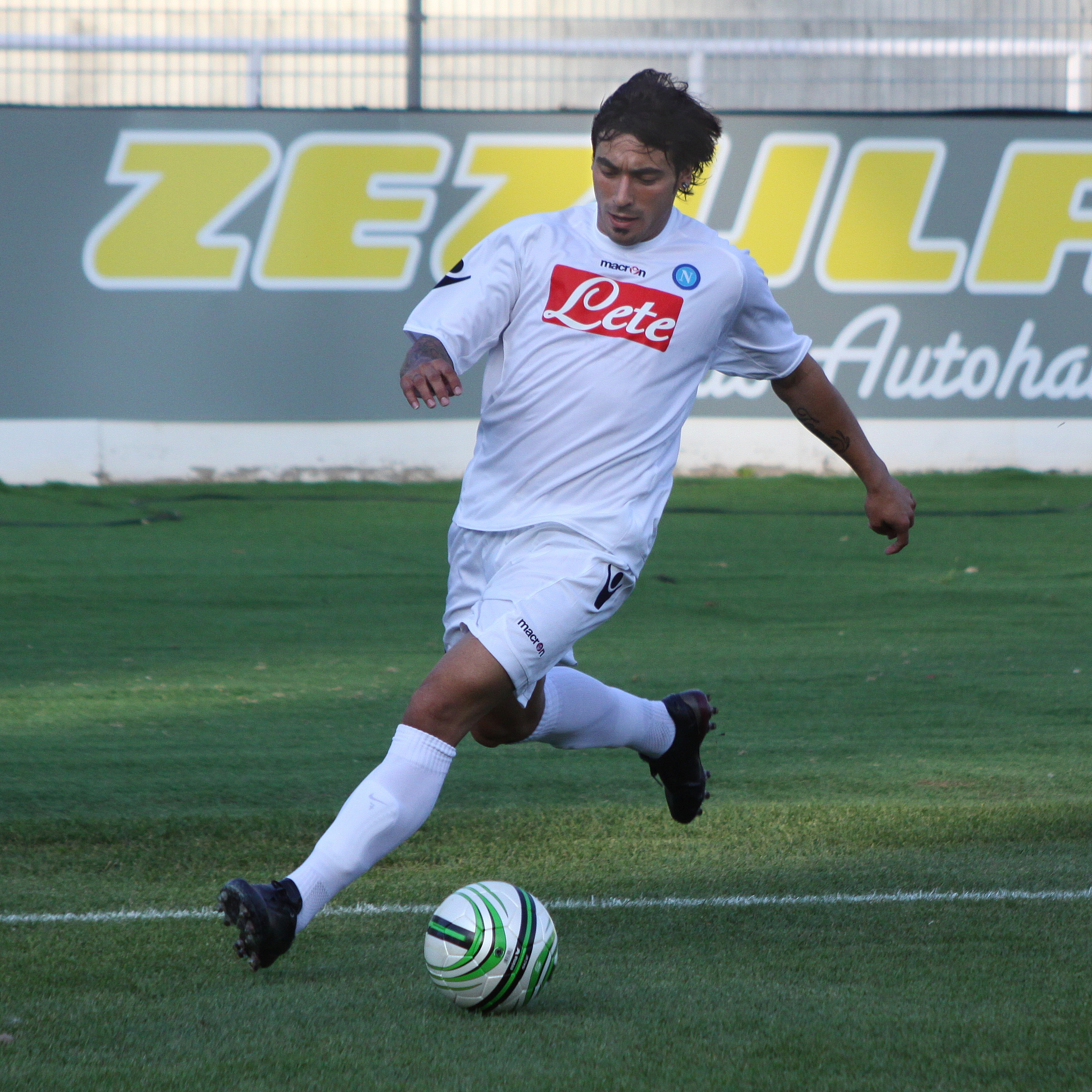
Lavezzi im Dress der SSC Neapel (2009)

### Verein
Lavezzi begann in den Jugendmannschaften der CA Boca Juniors mit dem Fußballspielen. 2002 wechselte er zur Jugend von Estudiantes de Buenos Aires. Im Folgejahr nahm er mit dem in Caseros im Partido Tres de Febrero ansässigen Verein am Spielbetrieb der dritthöchsten argentinischen Spielklasse teil.
2004 wurde er vom italienischen Klub CFC Genua unter Vertrag genommen und sofort an den CA San Lorenzo de Almagro verliehen, um weiterhin in Argentinien Spielpraxis zu sammeln. Nach einer Saison sollte Lavezzi dann nach Italien zurückwechseln. Allerdings wurde CFC Genua im Jahr 2005 aufgrund von Spielmanipulationen zum Zwangsabstieg in die dritthöchste Spielklasse Serie C1 verurteilt, und der italienische Klub verkaufte den Stürmer an San Lorenzo. Er spielte bis 2007 bei San Lorenzo und gewann mit dem Klub den Meistertitel in der Clausura 2007.
Im Juli 2007 wurde er von der SSC Neapel für fünf Jahre verpflichtet und wechselte in die italienische Serie A. Seine Vertragslaufzeit wurde im Januar 2010 vorzeitig bis 2015 verlängert. Am 2. Juli 2012 verpflichtete ihn Paris Saint-Germain. Er unterschrieb einen Vierjahresvertrag und erhielt die Rückennummer 11. Am 19. Februar 2016 wechselte Lavezzi zum chinesischen Erstligisten Hebei China Fortune.

### Nationalmannschaft
Am 18. April 2007 gab Lavezzi sein Debüt in der argentinischen Nationalmannschaft. Im August 2008 gewann er mit der argentinischen U-23-Auswahl das olympische Fußballturnier in Peking.

## Erfolge und Auszeichnungen

### Verein
CA San Lorenzo (2004–2007)
- Argentinischer Meister: Clausura 2007

SSC Neapel (2007–2012)
- Italienischer Pokal: 2012

Paris Saint-Germain (2012–2016)
- Französischer Meister: 2013, 2014, 2015, 2016
- Französischer Pokal: 2015, 2016
- Französischer Ligapokal: 2014, 2015, 2016
- Französischer Supercup: 2013, 2014, 2015

### Nationalmannschaft
- Olympiasieger: 2008
- Vizeweltmeister: 2014